# 4. november
4. november er dag 308 i året i den gregorianske kalender (dag 309 i skudår). Der er 57 dage tilbage af året.

Dagens navn er Otto.

### Begivenheder
Født - Dødsfald
- 1520 - Christian 2. krones som konge af Sverige, efter at danske jurister med støtte af den danske hær har overbevist svenskerne om den kongelige danske arveret.
- 1807 - England erklærer Danmark krig som konsekvens af, at Danmark har indgået alliance med Frankrig.
- 1814 - Norge forenes med Sverige, som har lovet at respektere den norske Eidsvollforfatning (foreningen varer indtil 1905).
- 1841 - De første emigrantvogne når frem til Californien efter at være taget af sted fra Missouri den 1. maj.
- 1852 - Medlemmer af pressen får for første gang adgang til Underhuset.
- 1854 - Under Krimkrigen ankommer Florence Nightingale og et hold på 38 andre sygeplejersker til Krim for at etablere et militærhospital for britiske tropper.
- 1862 - Richard Gatling patenterer maskingeværet, som kan affyre 1200 skud i minuttet.
- 1879 - Kasseapparatet patenteres af James Ritty, som har en saloon i Dayton, Ohio.
- 1899 - Sigmund Freuds Drømmetydning udkommer første gang på tysk.
- 1918 - Den tyske revolution starter da 40.000 matroser overtager havnen i Kiel.
- 1919 - Danmarks første retssag med deltagelse af nævninge finder sted i Holbæk.
- 1921 - Japans premierminister Takashi Hara myrdes ved et attentat.
- 1921 - Adolf Hitler danner formelt Sturmabteilung (SA).
- 1922 - Howard Carter opdager indgangen til Tut Ankh Amons grav i Kongernes Dal nær Luxor, Ægypten.
- 1926 - Den svenske prinsesse Astrid vies i Stockholm til kronprins Leopold, senere konge af Belgien. Hun omkommer ved en bilulykke i Schweiz i 1935.
- 1942 - Slaget ved el-Alamein ender med sejr til de allierede efter 12 dages kamp med Rommels Afrika Korps.
- 1944 - De allierede erklærer Grækenland befriet for de tyske nazister.
- 1946 - UNESCO (United Nations Educational, Scientific and Cultural Organization) oprettes med hovedsæde i Paris.
- 1950 – Den europæiske menneskerettighedskonvention underskrives af Europarådet i Rom.
- 1952 - General Dwight D. Eisenhower besejrer Adlai Stevenson i præsidentvalg og bliver USA's 34. præsident.
- 1952 - For første gang åbner dronning Elizabeth 2. det engelske parlament.
- 1956 - Sovjetunionens røde hær går til angreb på Budapest.
- 1956 - FN's generalforsamling beslutter at sende en international styrke til Mellemøsten for at bringe ro efter Suez-krigen. Storbritannien og Frankrig undlader at stemme.
- 1966 - En engelsk avis citerer Beatles' John Lennon for en udtalelse om, at de "er mere populære end Jesus". Det resulterer i protester over hele verden, og nogle steder afbrændes Beatlesplader.
- 1976 - En polsk statsborger, som er udvist på grund af bedrageri, tvinger et fly til Wien ved hjælp af en håndgranatattrap fremstillet af tygget rugbrød.
- 1979 - 400 iranske studenter stormer den amerikanske ambassade i Teheran og tager 61 amerikanere som gidsler; de løslades efter 444 dage.
- 1980 - Ronald Reagan vælges til USA's 40. præsident.
- 1987 - Sundhedsminister Agnete Laustsen iværksætter en undersøgelse af følgerne af, at 1100 patienter har fået indsprøjtet det radioaktive sporstof thorotrast.
- 1995 - Israels ministerpræsident Yitzhak Rabin myrdes af en højreekstremistisk jødisk fanatiker.
- 2008 - Barack Obama vinder præsidentvalget i USA

### Født
- 1773 - Thomasine Gyllembourg, dansk forfatterinde (død 1856).
- 1819 - Kristian Mantzius, dansk skuespiller (død 1879).
- 1842 - Otto Haslund, dansk maler (død 1917).
- 1888 - Otto Gelsted, dansk digter og kritiker (død 1968).
- 1888   - Poul Nørlund, dansk historiker og arkæolog (død 1951).
- 1907 - Henry Heerup, dansk billedkunstner (død 1993).
- 1907   - Draga Matkovic, tysk koncertpianist (død 2013).
- 1916 - Walter Cronkite, amerikansk tv-journalist (død 2009).
- 1923 - Hemming Hartmann-Petersen, dansk forfatter, musiker, lærer og programsekretær (død 2004).
- 1925 - Doris Roberts, amerikansk skuespillerinde (død 2016).
- 1930 - John Hahn-Petersen, dansk skuespiller (død 2006).
- 1936 - Palle Lykke, dansk cykelrytter og 6-dageskonge (død 2013).
- 1946 - Laura Welch Bush, amerikansk præsidentfrue.
- 1968 - Martin Buch, dansk skuespiller.
- 1969 - Matthew McConaughey, amerikansk skuespiller.
- 1972 - Luís Figo, portugisisk fodboldspiller.
- 1981 - Christina Krogshede, dansk håndboldspiller.
- 2003 - Vincent Ryder, dansk musiker.

### Dødsfald
- 1698 - Rasmus Bartholin, dansk læge og videnskabsmand (født 1625).
- 1847 - Felix Mendelssohn, tysk komponist og dirigent (født 1809).
- 1852 - Dankvart Dreyer, dansk maler (født1816).
- 1924 - Gabriel Fauré, fransk komponist (født 1845).
- 1962 - Hans R. Knudsen, dansk politiker (født 1903).
- 1972 - Johannes Meyer, dansk skuespiller (født 1884).
- 1975 - František Dvorník, tjekkisk historiker (født 1893).
- 1983 - Henrik V. Ringsted, dansk journalist og forfatter (født 1907).
- 1985 - Arne Bruun Rasmussen, dansk auktionsholder (født 1910).
- 1994 - Sam Francis, amerikansk maler (født 1923).
- 1995 - Yitzhak Rabin, israelsk politiker og modtager af Nobels fredspris (født 1922).
- 2002 - Niels Steen Gundestrup, dansk polarforsker (født 1944).
- 2006 - Carl Bro, dansk civilingeniør (født 1926).
- 2008 - Michael Crichton, amerikansk forfatter (født 1942).
- 2009 - Mercedes Sosa, argentinsk sangerinde og politisk aktivist (født 1935).
- 2019 - Timi Hansen, dansk bassist (født 1958).
- 2024 - Johnny Madsen, dansk musiker (født 1951).

|  | Denne datoartikel kan blive bedre, hvis der indsættes et (bedre) billede Du kan hjælpe ved at afsøge Wikimedia Commons for et passende billede eller uploade et godt billede til Wikimedia Commons iht. de tilladte licenser og indsætte det i artiklen. |